# 雅科夫列夫卡區

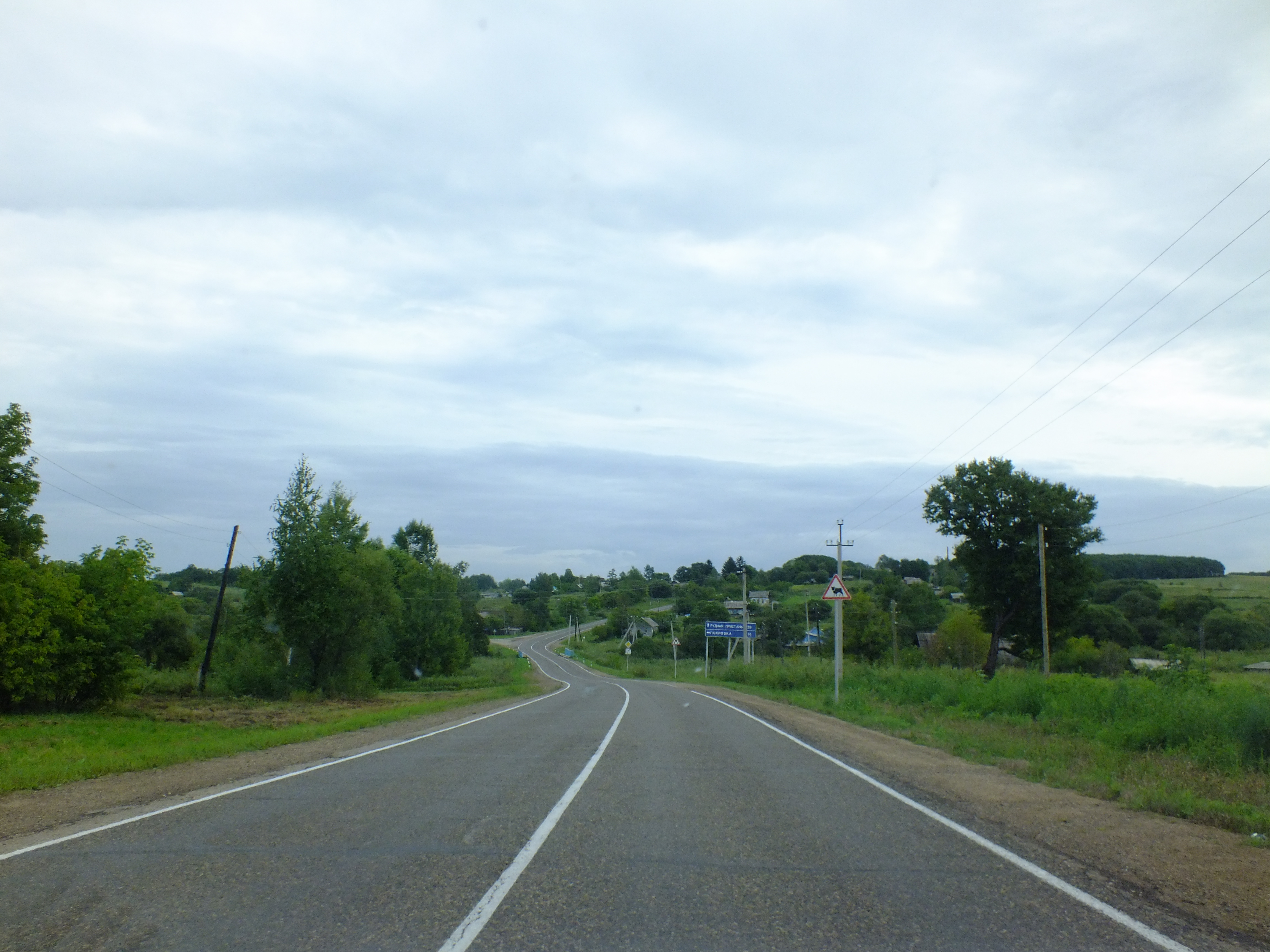

雅科夫列夫卡區（俄语：Яковлевский район），是俄羅斯的一個區，位於該國東南部，由濱海邊疆區負責管轄，面積2,400.1平方公里，2010年人口16,042，人口密度每平方公里6.68人。